# Prepona victrix
Prepona victrix är en fjärilsart som beskrevs av Hans Fruhstorfer 1916. Prepona victrix ingår i släktet Prepona och familjen praktfjärilar. Inga underarter finns listade i Catalogue of Life.